# Белогрудый краснохвостый попугай
Белогрудый краснохвостый попугай (лат. Pyrrhura albipectus) — птица семейства попугаевых.

## Внешний вид
Имеет пёструю окраску, иногда бывает чисто шартрёзными. Тело длинное и худое. Синие крылья заострённые, которые покрывает зелёный или бирюзовый покров. Иногда на конце крыльев есть черные, цветные пёрышки. Тело тоже в основном зелёное. Голова тёмная или светлая. Шея и грудина разного цвета, обычно белая, коричневая, красноватая, зелёная, желтая, пёстрая. Глаза чёрные, вокруг них толстое белое кольцо. На щеках оранжево-красное или просто красное круглое пятно. Клюв толстый и крючкообразной формы, обычно серый, но встречается и жемчужного цвета. Редко над клювом присутствует ярко-коралловое пятно. Хвост заострённый, как и крылья, красный или разноцветный, либо сиреневый, зелёный, коричневый. Рост около 24 см.
Полового диморфизма нет. Самку от самца отличить почти не возможно.

## Распространение
Обитают на юго-востоке Эквадора.

## Образ жизни
Населяют тропические леса и некоторую часть гор. Вне брачного периода живут группами от 8 до 50 птиц. Во время брачного периода разделяются на пары. Питаются фруктами, семенами и ягодами.

## Размножение
Брачный период длится с апреля по июнь. В кладке обычно от 4-9 яиц. Молодые вылупляются через 22-28 дней, а покидают гнездо в возрасте 45-60 дней.

## Угрозы и охрана
В течение многих лет был представлен единственным экземпляром, добытым на юге Эквадора. Лишь в 1980 году Несколько птиц этого вида обнаружили в тропическом лесу на склонах Восточной Кордильеры на юго-востоке Эквадора.
В Эквадоре объявлен охраняемым видом. Леса в местах его обитания в значительной степени изменены или уничтожены.